# Тефилин
Тефилин ( /ˈtfɪlɪn/ ; хебр.  ашкенашки изговор: [тфиˈлин] ), или филактерије, су скуп малих црних кожних кутија са кожним каишевима који садрже свитке пергамента исписане стиховима из Торе. Тефилин носе одрасли Јевреји током јутарњих молитви. У јеврејским ортодоксним и традиционалним заједницама носе их искључиво мушкарци, док неке реформске и конзервативне (масортске) заједнице дозвољавају да их носе оба пола. У јеврејском закону (халаха), жене су изузете од већине временских позитивних заповести, укључујући тефилин.
Иако је „тефилин” технички облик множине (једнина је "тефилах"), често се користи и као једнина. Рука-тефилах (или шел-јад [дословно значи „од руке”]) се ставља на горњу (недоминантну) руку, а каиш омотан око предњег уда, шаке и средњег прста; док се глава-тефилах (или шел-рош [дословно значи „глава“]) поставља између очију на граници чела и косе. Они су намењени да испуне упутства Торе о одржавању непрекидног „знака“ и „сећања“ на излазак из Египта, као што су се првобитно носили цео дан, од изласка до заласка сунца.

## Сврха
Тефилин треба да служи као подсетник на Божју интервенцију у време изласка из Египта. Мојсије Мајмонид детаљно говори о светости тефилина и пише да „све док је тефилин на глави и на руци човека, он је скроман и богобојазан и неће га привлачити весеље или празнословље; он неће имати зле мисли, али ће све своје мисли посветити истини и правди“. Сефер ха-Чинух (14 века) додаје да је сврха тефилина да помогне у потчињавању човекових световних жеља и подстакне духовни развој.  Џозеф Каро (16 века) објашњава да се тефилин ставља на руку поред срца и на главу изнад мозга како би се показало да су ова два главна органа спремна да врше службу Божију. 

## Коришћење
Првобитно се тефилин носио цео дан, али не током ноћи. Данас је преовлађујући обичај да се носе само током јутарње службе , иако их неки појединци носе и у другим временима током дана. Пажљиви Јевреји улажу огромне напоре да сваког јутра носе Тефилин у одговарајуће време, чак и на препуним аеродромима или док се пењу на највише врхове света. Тефилин се не облачи на Шабат и на велике празнике јер се ови свети дани сами по себи сматрају „знацима” који чине потребу за „знаком” тефилина сувишним.